# Ray Crawford (jazz)
Pour les articles homonymes, voir Ray Crawford.
Ray Crawford (né le 7 février 1924 à Pittsburgh, mort le 30 décembre 1997) est un guitariste de jazz.

## Biographie
Ray Crawford débuta comme saxophoniste tenor et clarinettiste dans l'orchestre de Fletcher Henderson de 1941 à 1943 mais il dut abandonner ces instruments après avoir contracté la tuberculose. Il se tourna alors vers la guitare et fut un membre important des premières formations d'Ahmad Jamal , en effet il devient guitariste lors de la fondation du trio Ahmad Jamal Trio en 1951. Il était connu pour son jeu particulièrement percussif, qui inspira notamment Herb Ellis. Il enregistra également avec Gil Evans et Jimmy Smith.